# Millenniumdoelstellingen
De millenniumdoelstellingen, Verenigde Naties Millennium Development Goals, richten zich op het uitbannen van wereldwijde armoede.
Regeringsleiders van 189 landen hebben in september 2000 de United Nations Millennium Declaration ondertekend. Daarmee verbonden zij zich aan het behalen van de doelstellingen.
De millenniumdoelstellingen waren vertaald in acht concrete doelen, die – tenzij anders vermeld - in 2015 moesten worden behaald. Per doel waren prestatie-indicatoren vastgesteld, die apart te meten zijn. De voortgang zou worden gemeten ten opzichte van de situatie in 1990. Vanaf 2016 zijn deze doelstellingen vervangen door de duurzameontwikkelingsdoelen.

## Doelen
1. Het uitbannen van extreme armoede en honger
  - Tussen 1990 en 2015 is het aantal mensen dat leeft van minder dan 1 dollar per dag gehalveerd.
  - In 2015 hebben alle mensen aanvaardbaar werk, inclusief vrouwen en jongeren.
  - Tussen 1990 en 2015 is het aantal mensen dat honger lijdt gehalveerd.
2. Het bereiken van een universele basiseducatie
  - In 2015 volgen alle kinderen, jongens en meisjes, volledig basisonderwijs
3. Het bevorderen van gelijkwaardigheid van mannen en vrouwen; het versterken van de positie van vrouwen
  - In 2005 volgen evenveel meisjes als jongens primair en secundair onderwijs
  - In 2015 hebben mannen en vrouwen dezelfde rechten
4. Het verminderen van kindersterfte
  - In 2015 is de sterfte van kinderen jonger dan vijf jaar met twee derde teruggedrongen
5. Het verbeteren van gezondheid van moeders
  - In 2015 is de moedersterfte met driekwart afgenomen
  - In 2015 hebben alle vrouwen toegang tot reproductieve gezondheidszorg
6. Het bestrijden van hiv/aids, malaria en andere ziekten
  - In 2015 is de verspreiding van hiv/aids gestopt en teruggedrongen
  - In 2010 heeft iedereen die het nodig heeft toegang tot behandeling van hiv/aids
  - In 2015 is de verspreiding van malaria en andere ernstige ziekten gestopt en teruggedrongen
7. De bescherming van een duurzaam leefmilieu
  - In 2015 hebben landen de principes van duurzame ontwikkeling in hun overheidsbeleid en -programma's geïntegreerd; het verlies van natuurlijke bronnen wordt tegengaan
  - In 2010 is het verlies aan biodiversiteit significant verminderd
  - In 2010 is het aantal mensen zonder duurzame toegang tot schoon drinkwater en sanitair gehalveerd
  - In 2020 is het leven van minstens 100 miljoen mensen in sloppenwijken significant verbeterd
8. Het ontwikkelen van een wereldwijde samenwerking voor ontwikkeling
  - Ontwikkel een open, voorspelbaar, niet-discriminerend en op regels gebaseerd handels- en financieel systeem
  - Besteed aandacht aan de speciale behoeften van de minst ontwikkelde landen
  - Besteed aandacht aan de speciale behoeften van door land omgeven ontwikkelingslanden en eilandstaatjes.
  - Besteed aandacht aan de schuldenlast van ontwikkelingslanden door middel van nationale en internationale maatregelen om, op de lange termijn, tot een beheersbare schuld te komen.
  - Garandeer, in samenwerking met de farmaceutische industrie, toegang tot betaalbare en noodzakelijke medicatie in ontwikkelingslanden
  - Vergroot, in samenwerking met de private sector, de beschikbaarheid van nieuwe technologieën, vooral voor informatie en communicatie

## Voortgang en stand van zaken
Elk jaar publiceerde de Verenigde Naties een rapport met daarin de voortgang van de millenniumdoelstellingen. De onderstaande gegevens zijn, tenzij anders vermeld, gebaseerd op 2008.

### 1. Het uitbannen van extreme armoede en honger

#### Minder armoede
Het aantal mensen dat in extreme armoede leeft, daalde van 1,8 miljard in 1990 naar 1,4 miljard in 2005. In dezelfde periode daalde het percentage mensen dat leeft onder de absolute armoedegrens van 1,25 dollar per dag van 41,7 procent naar 25,7 procent. Wanneer de daling van de armoede in dit tempo doorgaat, dan wordt het millenniumdoel voor het halveren van armoede in 2015 gehaald voor de wereld als geheel.
De vooruitgang is echter ongelijk verdeeld over de regio’s. In Oost- en Zuidoost-Azië daalde de armoede sterk, van 56 procent in 1990 naar 18 procent in 2005. Dit is grotendeels te danken aan de snelle economische groei in China, die 475 miljoen mensen uit de armoede heeft getild.
In andere regio’s daalde het aantal armen langzamer dan nodig om dit millenniumdoel te halen. Vooral in Sub-Saharisch Afrika en Zuid-Azië wordt het halen van dit millenniumdoel moeilijk, onder meer door de stijgende kosten voor voedsel en energie.
In de meeste onderontwikkelde regio’s steeg het absolute aantal extreem armen. In de Sub-Sahara nam het aantal mensen dat leeft onder de armoedegrens toe met 100 miljoen. India bracht weliswaar het armoedepercentage terug van 51 naar 42 procent, maar door de groei van de bevolking steeg het aantal extreem armen tussen 1990 en 2005 toch met 20 miljoen. Wanneer deze trend doorgaat, dan zullen in 2015 nog altijd 1 miljard mensen in extreme armoede leven, ondanks de sterke relatieve daling van armoede.

#### Werk voor iedereen
In 2007 had 77 procent van de mannen en 49 procent van de vrouwen in ontwikkelingslanden betaald werk. Voor miljoenen mensen zijn de inkomsten uit werk minder dan 1 dollar per dag. Zij behoren tot de ‘werkende armen’. In Sub-Saharisch Afrika valt meer dan de helft van de werkers in deze categorie. Tussen 1997 en 2007 was echter in alle regio’s een daling te zien van het aantal werkende armen. De daling was het sterkst in Zuid-Azië, Oost-Azië en de voormalige Sovjetrepublieken. De belangrijkste oorzaak is de stijging van de productiviteit, waardoor het inkomen omhoog gaat. Daar staat tegenover dat de productiviteit in de Sub-Sahara nauwelijks is gestegen, waardoor het aantal werkende armen in deze regio nauwelijks is gedaald.

#### Minder honger
Tussen 1990 en 2006 is matige vooruitgang geboekt in het bestrijden van honger. Het aantal ondervoede kinderen daalde van 33 naar 26 procent. De vooruitgang staat echter onder druk door de wereldwijde stijging van voedselprijzen. De armen worden het meest door deze prijsstijging getroffen.
In 2006 waren 140 miljoen kinderen in ontwikkelingslanden ondervoed. Meer dan de helft van het aantal ondervoede kinderen woont in Zuid-Azië. China is het meest succesvol in het terugdringen van ondervoeding van kinderen. Tussen 1990 en 2006 is het aandeel ondervoede kinderen in China gehalveerd. In Sub-Sahara Afrika gaat de vooruitgang het langzaamst. Zowel in Afrika als Azië is het aantal ondervoede kinderen op het platteland veel hoger dan in de stedelijke gebieden.

### 2. Het bereiken van een universele basiseducatie
In ontwikkelingslanden gaat 88 procent van de kinderen naar school. In 1991 was dat nog 80 procent. Het aantal kinderen dat niet naar school gaat, daalde van 103 miljoen in 1999 tot 73 miljoen in 2006. Politieke wil van overheden en gerichte steun van donoren droegen bij aan dit succes.
Sub-Sahara Afrika is het percentage schoolgaande kinderen het laagste, met 71 procent. Dat betekent dat 38 miljoen kinderen in deze regio niet naar school gaan. Sinds het begin van deze eeuw stijgt de instroom echter sterk. In Zuid-Azië gaan 18 miljoen kinderen niet naar school. Vooral kinderen uit de armste huishoudens blijven thuis.
Het bereiken van universele basiseducatie houdt meer in dan het vergroten van de instroom in het onderwijs. Ook de kwaliteit van de lessen is van belang, evenals het voltooien van de basisschool. Het aantal kinderen in ontwikkelingslanden dat de basisschool afmaakt, steeg van 79 procent in 1999 naar 85 procent in 2006. In veel ontwikkelingslanden staat de kwaliteit van het onderwijs onder druk, door de snel voller wordende klassen.
Slechts 54 procent van de kinderen in ontwikkelingslanden bezoekt de middelbare school. In Afrika is dat slechts een kwart van de kinderen.

### 3. Gelijkwaardigheid tussen mannen en vrouwen

#### Meisjes in het onderwijs
In vrijwel alle regio’s is het aantal meisjes dat naar school gaat gegroeid. De instroom van meisjes in het basisonderwijs steeg tussen 2000 en 2006 verhoudingsgewijs meer dan de instroom van jongens. Twee derde van de ontwikkelingslanden heeft inmiddels het doel van gendergelijkheid in het basisonderwijs bereikt.
De vooruitgang was het grootst in Zuid-Azië. Ook West-Azië, Zuid-Azië en Noord-Afrika boekten goede vooruitgang. In Oceanië daalde de instroom van meisjes verhoudingsgewijs licht. In Sub-Sahara Afrika, West-Azië en Zuid-Azië is de kloof tussen jongens en meisjes het grootst. In Sub-Sahara Afrika staan 80 schoolgaande meisjes tegenover 100 schoolgaande jongens.
Wanneer meisjes eenmaal de lagere school afmaken, gaan zij vaker naar de middelbare school dan jongens. In drie regio’s volgen meer meisjes dan jongens secundair onderwijs. Vooral in Latijns-Amerika en de Cariben blijft de voortgezette opleiding van jongens achter, omdat zij gaan werken.

#### Vrouwen buiten de landbouw
Vrouwen krijgen steeds meer kansen om een inkomen te verdienen. In 2006 had 40 procent van de vrouwen een betaalde baan buiten de landbouw. Dat was 5 procent meer dan in 1990. Vrouwen zijn echter oververtegenwoordigd in parttime werk, seizoenswerk en informele banen. Deze banen bieden weinig inkomen en weinig zekerheid. De arbeidsomstandigheden zijn vaak slecht.

#### Vrouwelijke parlementariërs
In januari 2008 was wereldwijd 18 procent van de parlementariërs vrouw. Rwanda, Zweden, Cuba, Finland en Argentinië telden meer dan 40 procent vrouwelijke parlementariërs. In een derde van de landen is minder dan 10 procent van de parlementariërs vrouw. In Noord-Afrika en West-Azië zijn vrouwen het laagst vertegenwoordigd, in Latijns-Amerika en de Cariben het hoogst. Kiessystemen die quota voor vrouwen hanteren, bevorderen het benoemen van vrouwelijke parlementariërs. Ook training van vrouwelijke kandidaten en actieve campagnevoering draagt bij aan de verkiezing van vrouwen.

### 4. Kindersterfte tegengaan
In 2006 daalde de kindersterfte voor het eerst sinds de cijfers worden bijgehouden tot onder de 10 miljoen. In 1990 stierven nog 13 miljoen kinderen voor hun vijfde levensjaar. Deze daling was voor een belangrijk deel te danken aan grootschalige vaccinatiecampagnes tegen mazelen. Sterfte door mazelen daalde tussen 2000 en 2006 met 68 procent, van 757.000 naar 242.000. In Sub-Sahara Afrika was de daling zelfs 91 procent.
Het kindersterftecijfer in ontwikkelingslanden daalde van 103 per 1000 in 1990 tot 80 per duizend in 2006. In Noord-Afrika was de daling het sterkst, van 82 naar 35 per 1000 kinderen. Ook Zuid-Azië kende een sterke daling, van 120 naar 81 per 1000. De helft van de sterfgevallen vindt plaats in de Sub-Sahara. Daar sterft nog altijd 157 van de duizend kinderen voor de vijfde verjaardag.
De vooruitgang in het terugdringen van kindersterfte gaat te langzaam om dit millenniumdoel wereldwijd te halen. De kindersterfte aan vermijdbare oorzaken blijft onaanvaardbaar hoog. Een kind in een ontwikkelingsland heeft 13 keer zoveel kans om voor het vijfde levensjaar te overlijden dan een kind uit geïndustrialiseerd land. De voornaamste doodsoorzaken zijn longontsteking, diarree, malaria en mazelen. 37 procent van de sterfgevallen vindt plaats in de eerste levensmaand. Belangrijke onderliggende oorzaken zijn gebrekkige voeding en gebrekkige gezondheidszorg. De sterfte is het hoogst bij kinderen op het platteland, in arme gezinnen, en gezinnen met laagopgeleide moeders.

### 5. Het tegengaan van moedersterfte
In 2005 stierven meer dan 500.000 vrouwen tijdens de zwangerschap, de bevalling of de kraamtijd. 86 procent van deze sterfgevallen vond plaats in Sub-Sahara Afrika en zuidelijk Azië. Een vrouw in de Sub-Sahara loopt de kans van 1 op 22 om te sterven aan complicaties tijdens zwangerschap en bevalling. In ontwikkelde landen is dat 1 op de 7.300.
De vooruitgang in het terugdringen van moedersterfte gaat langzaam: tussen 1990 en 2005 was de wereldwijde daling van moedersterfte minder dan 1 procent. In Noord-Afrika, de Cariben en Zuidoost Azië daalde de moedersterfte met ongeveer een derde. Dat is onvoldoende om het millenniumdoel te halen. In Sub-Saharisch Afrika was de vooruitgang verwaarloosbaar.
Om moedersterfte terug te dringen zijn geschoolde gezondheidswerkers nodig, zoals artsen, verpleegkundigen en vroedvrouwen. In 2006 vond 61 procent van de bevalling plaats onder begeleiding van een geschoolde gezondheidswerker. In Zuidelijk Azië was dat 40 procent, en in Sub-Sahara Afrika 47 procent.
Ook tienerzwangerschappen dragen bij aan hoge moedersterfte. Tienermoeders en hun baby’s hebben een hogere kans om te overlijden tijdens of kort na de bevalling. Het aantal tienerzwangerschappen is tussen 1990 en 2000 in vrijwel alle onderontwikkelde regio’s langzaam gedaald. Deze daling is na 2000 grotendeels gestagneerd. Vooral in Sub-Sahara Afrika komen veel tienerzwangerschappen voor.

### 6. Het uitbannen van hiv/aids, malaria en andere ziekten

#### Hiv/aids
Aids eist een zware tol, vooral in Sub-Sahara-Afrika. Dagelijks sterven 5.000 mensen aan de gevolgen van aids en raken 7.500 mensen geïnfecteerd met hiv, het virus dat aids veroorzaakt. Toch zijn er enkele hoopvolle ontwikkelingen. Het aantal mensen dat jaarlijks geïnfecteerd raakt met hiv daalde van 3 miljoen in 2001 naar 2,7 miljoen in 2007. De sterfte door aids daalde van 2,2 miljoen in 2005 naar 2 miljoen in 2007. Deze sterftedaling is vooral te danken aan het groeiend aantal behandelingen met antiretrovirale medicijnen. Door tijdige behandeling blijven hiv-geïnfecteerden langer leven. Het gevolg daarvan is dat het aantal mensen met hiv steeg, van 29,5 miljoen in 2001 naar 33 miljoen in 2007.
Aidspreventie lijkt succesvol te zijn geweest, vooral in het verminderen risicovol seksueel gedrag. Bovendien daalde het aantal jongeren dat seksueel actief werd voor zijn of haar 15e verjaardag. Ook het percentage jongeren van 15 tot 24 met meer dan één seksuele partner nam af, en het gebruik van condooms nam toe.
Steeds meer hiv-geïnfecteerden ontvangen antiretrovirale medicijnen. In 2007 steeg het aantal behandelde hiv-patiënten met 950.000. De behandeling blijft echter nog ver achter bij de vraag. Eind 2007 werd minder dan een derde van de mensen met behoefte aan therapie ook daadwerkelijk behandeld. Vooral in Oost-Azië, Zuid-Azië en de landen van de voormalige Sovjet-Unie moeten verhoudingsgewijs veel hiv-patiënten het zonder behandeling stellen. In absolute zin is het aantal onbehandelde patiënten het grootst in Sub-Sahara Afrika. Ongeveer 5 miljoen patiënten hebben geen toegang tot aidsremmers.

#### Malaria
Malaria is een van de belangrijkste doodsoorzaken van kinderen in ontwikkelingslanden. Een belangrijk preventiemiddel is het geïmpregneerd muskietennet. De productie van muskietennetten is in drie jaar tijd verdriedubbeld, en steeds meer mensen gebruiken een muskietennet. In Gambia steeg het aantal kinderen dat onder een muskietennet slaapt van 15 procent in 2000 naar 49 procent in 2006. Toch blijft de vooruitgang achter bij de doelstelling.
De vooruitgang in de behandeling malaria gaat langzamer. In 22 landen in Sub-Sahara Afrika daalde het percentage kinderen met koorts dat een malariabehandeling kreeg van 41 naar 34 procent. Slechts een klein aantal kinderen kreeg een effectieve, maar relatief dure behandeling met de ACT-combinatietherapie. Vrijwel alle landen in de Sub-Sahara spannen zich echter in om de productie van ACT te vergroten en het medicijn te promoten.

#### Tuberculose
In 2006 stierven 1,7 miljoen mensen aan tuberculose. Naar schatting waren er dat jaar 9,2 miljoen nieuwe tuberculosegevallen. Het percentage mensen dat tuberculose krijgt, daalt sinds 2005, evenals het percentage mensen dat aan tuberculose sterft. Maar doordat de wereldbevolking groeit, neemt het absolute aantal mensen met tuberculose toe. Het is onwaarschijnlijk dat het millenniumdoel voor het terugdringen van tuberculose wereldwijd wordt gehaald.
Voor de behandeling van tuberculose is het cruciaal dat de ziekte snel wordt ontdekt. Maar de vooruitgang in het vroegtijdig opsporen van tuberculose gaat langzaam. Twee derde deel van de ongediagnosticeerde tuberculosegevallen vindt plaats in Afrika, China en India.

### 7. De bescherming van een duurzaam leefmilieu

#### Broeikasgassen
De uitstoot van broeikasgassen, vooral CO2, is een van de oorzaken van de opwarming van de aarde. Een aantal ontwikkelde landen ondertekende het Kyoto protocol, waarin zij afspraken maakten om de uitstoot van broeikasgassen te verminderen. Van een terugloop van CO2-uitstoot is echter geen sprake. Wereldwijd steeg de uitstoot van CO2 tussen 1990 en 2005 met 30 procent. Tussen 2000 en 2005 steeg de uitstoot sneller dan in het voorafgaande decennium.
Er zijn echter grote regionale verschillen. In de landen van de voormalige Sovjet-Unie daalde de CO2-uitstoot met 38 procent. In Zuidoost Azië was sprake van een stijging van 82 procent. De uitstoot per hoofd van de bevolking bleef het hoogst in de ontwikkelde wereld, met 12 ton per persoon per jaar. In Sub-Saharisch Afrika is dat 0,8 ton per persoon per jaar.
Vooruitgang was er wel in het tegengaan van de aantasting van de ozonlaag: sinds 1986 is het gebruik van Cfk’s en andere gassen die de ozonlaag aantasten met 96 procent gedaald.
De Zuidpool, kleine eilanden, deltagebieden in Azië en Afrika en de Afrikaanse regio zijn het kwetsbaarst voor klimaatverandering: de effecten van de klimaatverandering treffen deze gebieden het zwaarst, en de bevolking heeft beperkte mogelijkheden om zich aan de veranderingen aan te passen.

#### Biodiversiteit
De bescherming van zeeën, oceanen en bossen is van belang om het verlies aan biodiversiteit tegen te gaan. In 2007 was 21 miljoen vierkante kilometer land en zee onder bescherming gesteld. Slechts 0,7 procent van de oceanen wordt beschermd.
Ook ontbossing vormt een groot probleem. Bossen zijn belangrijk voor het behoud van biodiversiteit, bodem en waterbronnen.
Bovendien absorberen bossen CO2, waardoor ze een belangrijke rol spelen in het tegengaan van de gevolgen van klimaatverandering. Het tempo van wereldwijde ontbossing is aan het dalen. Dat komt door een groei in het aanplanten van bos, herstel van landschappen en natuurlijke aanwas van bos. De netto ontbossing liep tussen 2000 en 2005 terug van 8,9 miljoen hectare per jaar naar 7,3 miljoen hectare per jaar. Circa 96 miljoen hectare bos, ongeveer een tiende van het totaal, is beschermd gebied.
Ondanks de maatregelen is er sprake van een snelle stijging van het aantal soorten dat met uitsterven wordt bedreigd. Ook overbevissing vormt nog altijd een grote bedreiging voor de visstand en de ecosystemen in zeeën en oceanen.

#### Drinkwater en sanitatie
Op dit moment woont 1,2 miljard mensen in gebieden met waterschaarste. De schaarste is het grootst in Noord-Afrika, West-Azië en sommige regio’s in China en India. Nog eens 1,6 miljard mensen woont in gebieden met een economische waterschaarste. Dat betekent dat er voldoende water in de natuur beschikbaar is, maar dat niet iedereen toegang heeft tot water. Deze economische schaarste komt voor in grote delen van Zuid-Azië en Sub-Sahara Afrika. In deze regio’s is een tekort aan goed ontwikkelde watervoorzieningen, vooral op het platteland. Dat maakt de bevolking kwetsbaar voor perioden van droogte.
Het aantal mensen met toegang tot schoon drinkwater stijgt echter gestaag. Sinds 1990 heeft 1,6 miljard mensen in ontwikkelingslanden toegang tot schoon water gekregen. In de steden is de toegang 96 procent, op het platteland 78 procent. Wanneer deze trend zich voortzet, wordt het millenniumdoel voor drinkwater gehaald. Op dit moment moeten echter nog altijd meer dan 780 miljoen mensen het zonder schoon drinkwater stellen.
Wereldwijd stijgt ook het aantal mensen dat toegang heeft tot sanitaire voorzieningen. In Oost-Azië nam het aantal mensen met toegang tot basale sanitatie tussen 1990 en 2006 toe van 48 naar 65 procent. De stijging in Sub-Sahara Afrika was slechts 5 procent, van 26 naar 31 procent. De stijging is momenteel echter onvoldoende om het millenniumdoel voor sanitatie te halen. Een kwart van de bevolking in ontwikkelingslanden heeft geen enkele toegang tot sanitatie: zij doen hun behoefte in de open lucht, en dat vergroot de kans op diarree, cholera, worminfecties, hepatitis en andere ziekten. Vooral plattelandsbevolking moet het zonder sanitatie stellen. In de steden is de situatie beter, al houdt de aanleg van sanitaire voorzieningen geen gelijke tred met de bevolkingsgroei in steden.

#### Sloppenwijken
In 2005 woonde iets meer dan een derde van de stedelijke bevolking in ontwikkelingslanden in sloppenwijken. In Sub-Sahara Afrika was dat ruim 60 procent. De bewoners worden geplaagd door kleine en slechte behuizing en – in mindere mate – gebrekkige toegang tot water en sanitatie.

### 8. Het ontwikkelen van een wereldwijde samenwerking voor ontwikkeling
Een belangrijk onderdeel van de millenniumdoelen is het besef dat de strijd tegen armoede er één is van alle landen. Daarnaast zullen alle landen ervan profiteren als armoede wordt uitgebannen. Volgens de 'Millennium Declaration' moeten ontwikkelingslanden blijven werken aan een sterke economie om hun eigen ontwikkeling te garanderen. Ontwikkelde landen zullen de armere landen helpen met ontwikkelingshulp, handel en kwijtschelding van schulden.

#### Ontwikkelingshulp
In 2005, tijdens de World Summit van de Verenigde Naties, spraken rijke landen af om hun budget voor ontwikkelingshulp te verhogen van 80 miljard in 2004 naar 130 miljard in 2010. Hoewel het budget voor officiële ontwikkelingshulp sindsdien is gegroeid, is er geen sprake van voorspelbare en continue opbouw. In 2005 en 2006 was er sprake van een plotselinge piek. Deze piek werd veroorzaakt door sterk verhoogde uitgaven aan schuldenverlichtingsprogramma’s. In 2007 daalden de uitgaven voor schuldenverlichting naar het niveau van 2003, waardoor ook de hoogte van het ontwikkelingshulpbudget daalde. In 2008 steeg de ontwikkelingshulp weer naar 119,8 miljoen dollar. Dit was 10,2% meer dan in 2007.
De officiële ontwikkelingshulp blijft ver beneden de VN-doelstelling van 0,7 procent van het Bruto Nationaal Inkomen van de lidstaten van de OESO, de Organisatie voor Economische Samenwerking en Ontwikkeling. In 2010 werd de 0,7-procent norm slechts door 5 landen gehaald: Noorwegen, Zweden, Denemarken, Nederland en Luxemburg. De totale officiële ontwikkelingshulp bedroeg slechts 0,3% van het gecombineerde BNI van de OESO-lidstaten.

#### Handel
Een ander belangrijk aspect van dit millenniumdoel is het aanmoedigen van eerlijke en vrije handel. Dit betekent dat importheffingen op goederen uit ontwikkelingslanden moeten worden opgeheven. Deze importheffingen zijn het laatste decennium vrijwel onveranderd gebleven. Daarnaast lijden ontwikkelingslanden onder de subsidies die rijke landen geven aan hun landbouwers. Rijke landen geven in 2007 372 miljard dollar uit aan landbouwsubsidies. Dat is ruim drie keer zoveel als de officiële ontwikkelingshulp in dat jaar.

## Nederland en de millenniumdoelen
In Nederland zette het Nederlands Platform Millenniumdoelen zich in voor het behalen van de millenniumdoelen. Met de campagne 'EEN: armoede de wereld uit' wilde het de Nederlandse regering aanmoedigen om zich maximaal in te zetten voor deze doelen. Het platform was een samenwerkingsverband van meer dan 60 maatschappelijke en ontwikkelingsorganisaties zoals Cordaid, ICCO en Oxfam Novib. Deze organisaties zijn veelal zelf ook actief om één of meerdere van de millenniumdoelen te behalen.
Veel Nederlandse gemeentes deden mee met een landelijke, door de Vereniging van Nederlandse Gemeenten opgezette actie om zich als Millennium Gemeente te kwalificeren. Hiermee wilden deze gemeentes meewerken om de acht millenniumdoelstellingen, die door de Verenigde Naties bij de start van het nieuwe millennium in 2000 waren opgesteld, te halen.
Daarnaast moet er ook in Nederland zelf aandacht worden geschonken aan sommige millenniumdoelen. Met name op het gebied van duurzame ontwikkeling valt in Nederland vooruitgang te boeken. Ook stijgt het aantal met hiv besmette mensen ook in Nederland. In 2004 waren er naar schatting 16 tot 23 duizend Nederlanders besmet met hiv.
Op 30 juni 2007 werd op het voormalig Zuiderzee-eiland Schokland het Akkoord van Schokland gelanceerd. Bedrijven en personen die hun handtekening hieronder zetten, gaven aan zich te willen beijveren voor de realisering van de Millenniumdoelstellingen. Minister voor Ontwikkelingssamenwerking Bert Koenders gaf de aftrap. Het kabinet-Balkenende IV stelde het Project 2015 in om diverse samenwerkingsverbanden op het gebied van ontwikkeling te faciliteren en te financieren. Hiervoor was het zogeheten Schoklandfonds vrijgemaakt; het kabinet stelde voor de periode 2008 tot 2012 maximaal € 50 miljoen beschikbaar.
In september 2010 zou Minister-president Jan Peter Balkenende de 65ste Algemene Vergadering van de Verenigde Naties (21-25 september in New York) toespreken. De Koninklijke Hoogheden de Prins van Oranje Willem Alexander en Prinses Máxima der Nederlanden vergezelden hem. 
Rondom deze vergadering stond onder andere een top over de Millennium Ontwikkelingsdoelen gepland, in het kader waarvan zowel Willem Alexander (water en sanitatie) als ook Máxima (inclusive finance) toespraken zouden houden.

## België en de millenniumdoelen
Ook in België werd aandacht geschonken aan sommige Millenniumdoelstellingen (MDG's), zoals het kwijtschelden van de schuld die de armste ontwikkelingslanden bij België hebben en het besteden van meer geld aan degelijke ontwikkelingssamenwerking.
De coalitie 2015 "De tijd loopt", besteedt aandacht aan de samenwerking tussen 25 ngo's, waaronder Broederlijk Delen, Oxfam en UNICEF met betrekking tot de millenniumdoelen. Het geheel wordt gecoördineerd door de Noord-Zuidkoepel 11.11.11. Deze coalitie startte in 2005, tezelfdertijd met de wereldwijde white band-campaign “make poverty history!”.. Diverse ngo’s voerden hiervoor campagnes. In het eerste jaar lag de nadruk op informatie en het bewerken van de publieke opinie onder meer door witte armbanden te verdelen. Op politiek gebied zetten de ngo's de Belgische regering onder druk om de campagne te ondersteunen en/of concrete maatregelen te nemen. Haar werd gevraagd om een verzoekschrift over de millenniumdoelen te onderschrijven. Aan het einde van dat jaar besloten deze ngo’s om de volgende tien jaar samen te blijven werken, specifiek rond deze millenniumdoelen. De daarop volgende jaren werd de aandacht gevestigd op specifiekere thema’s. In 2006-2007 lag de focus vooral op voedsel met onder andere de ajuincampagne en de ajuindag in geheel Vlaanderen. In 2008-2009 lag de focus op waardig werk, waarbij vakbonden en ngo’s samen campagne voerden.
Naar aanleiding van de Algemene Vergadering van de VN over de millenniumdoelen in september 2010 werd in België de Wacht mee-campagne en De Wachtnacht gelanceerd. Tezelfdertijd werd er in het najaar een lobby- en politiektraject, genaamd “5 voor 12 voor de MDG’s”, georganiseerd. In 2011 beperkte de coalitie zich tot een septemberactie, en het tonen van MDG-spots op alle regionale tv-zenders. Een jaar later, in 2012, werd er gefocust op de Belgische parlementaire werkgroep die zich zou gaan bezighouden met de millenniumdoelen óók na 2015. In 2013 ging de aandacht uit naar de speciale VN-top hierover.

## Discussie
Een kritiekpunt op de millenniumdoelen is dat ze vrijblijvend zijn. Regeringsleiders maakten afspraken, maar er waren geen juridische consequenties verbonden aan het nakomen ervan. Wanneer de doelen niet worden behaald, heeft dat voor geen enkele regeringsleider gevolgen.
Een ander kritiekpunt is dat de doelen te ambitieus zouden zijn. Het was onwaarschijnlijk dat de doelen voor 2015 zouden worden behaald. De VN hebben bovendien wel vaker doelen gesteld voor het uitbannen van honger en het vergroten van schoolbezoek, en ook daar kwam weinig van terecht. Wanneer ook de Millenniumdoelen niet zouden worden gehaald, dan zou dat kunnen leiden tot teleurstelling en cynisme bij het publiek, en het vertrouwen in nieuwe ontwikkelingsplannen ondermijnen.
Een derde kritiekpunt is dat de millenniumdoelen verkeerd zouden zijn gekozen. De nadruk ligt op concrete problemen, en de millenniumdoelen zouden de illusie wekken dat de armoede met technocratische middelen kon worden opgelost. De millenniumdoelen zouden te weinig oog hebben voor onderliggende factoren die armoede veroorzaken of in stand houden, zoals sociale ongelijkheid, mensenrechtenschendingen, de klimaatcrisis, oneerlijke handel en conflicten.